# Gränna kyrka

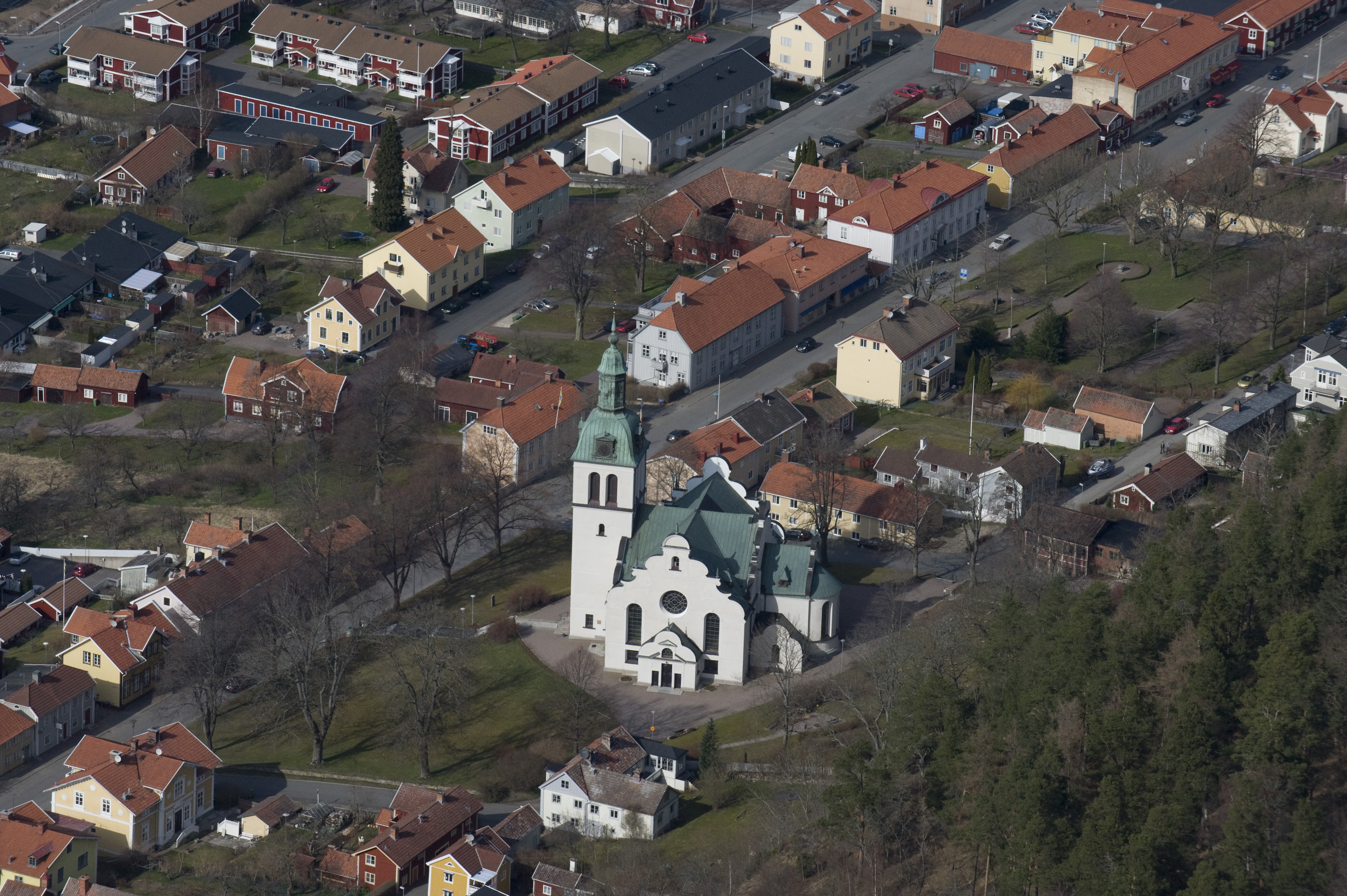
Flygfotografi över Gränna kyrka

Gränna kyrka är en kyrkobyggnad i Gränna. Den är församlingskyrka i Gränna församling i Växjö stift.
Kyrkan ligger mitt i Gränna och dominerar stadens profil. Den är byggd på resterna av den ursprungliga stenkyrkan från mitten av 1100-talet, vars grund fortfarande finns bevarad under den nuvarande kyrkans golv. När utrymmet i kyrkan utnyttjas maximalt kan kyrkan rymma cirka 600 besökare.

## Kyrkobyggnaden
Den kyrka i barockstil som uppfördes på platsen under 1600-talet, och delvis bekostades av stadens grundare Per Brahe, brann ner natten mellan den 27 och 28 januari 1889. Branden började först i ett privathus i närheten och via vinden snart gnistor började antända kyrkan. Vad som fanns i kyrkan innan den brann ner, finns beskrivet i en bok från 1870-talet och som en del återgavs i en artikel   Den 15 september 1895 invigdes den nya kyrkan som byggts på den gamla grunden, i nybarock för att respektera det historiska arvet. Fasaden är i vit puts, och taket är av koppar.
År 1988 restaurerades kyrkans interiör. Man har även i inredningen försökt bevara något av kyrkans historia, bland annat finns en ursprunglig fönstersten från 1100-talet bevarad.
SVT:s Luciamorgon i december 2019 firades i kyrkan.

## Inventarier
- Dopfunten i sten från mitten av 1200-talet har ett dopfat från 1637.
- Ett sakramentsskåp har daterats till 1400-talet.
- En ljuskrona är från 1682.
- Altarfigurerna i koret ingick ursprungligen i ett altarskåp från 1722.
- Triumfkrucifixet snidades av Eva Spångberg till kyrkans återöppning 1988.

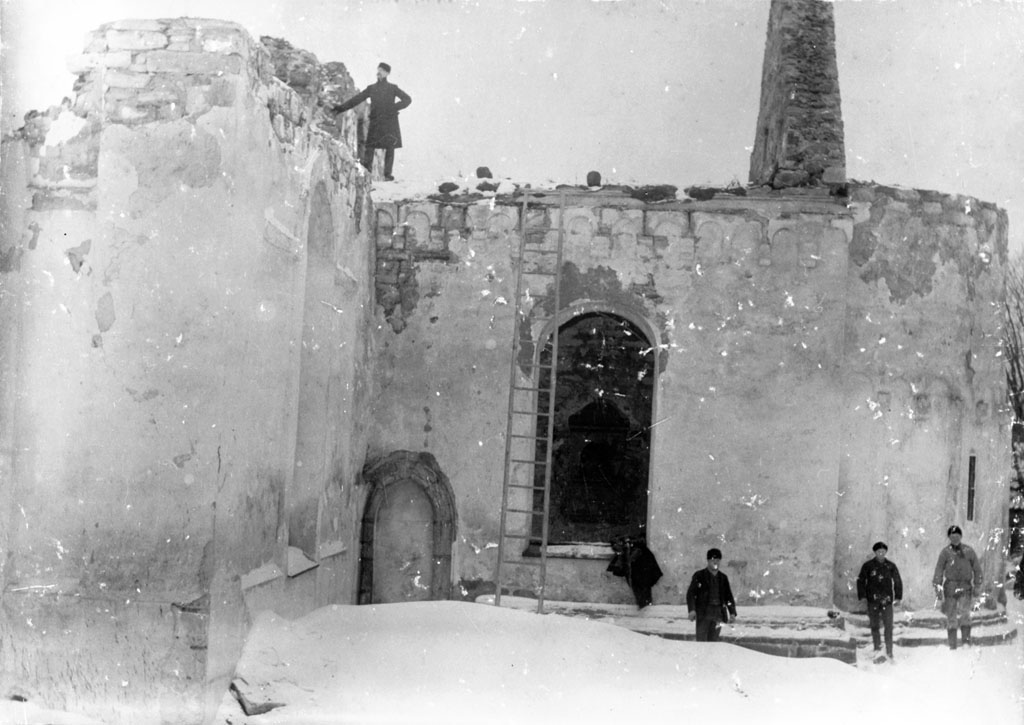
Människor vid ruinerna av Gränna kyrka efter brand 1889.

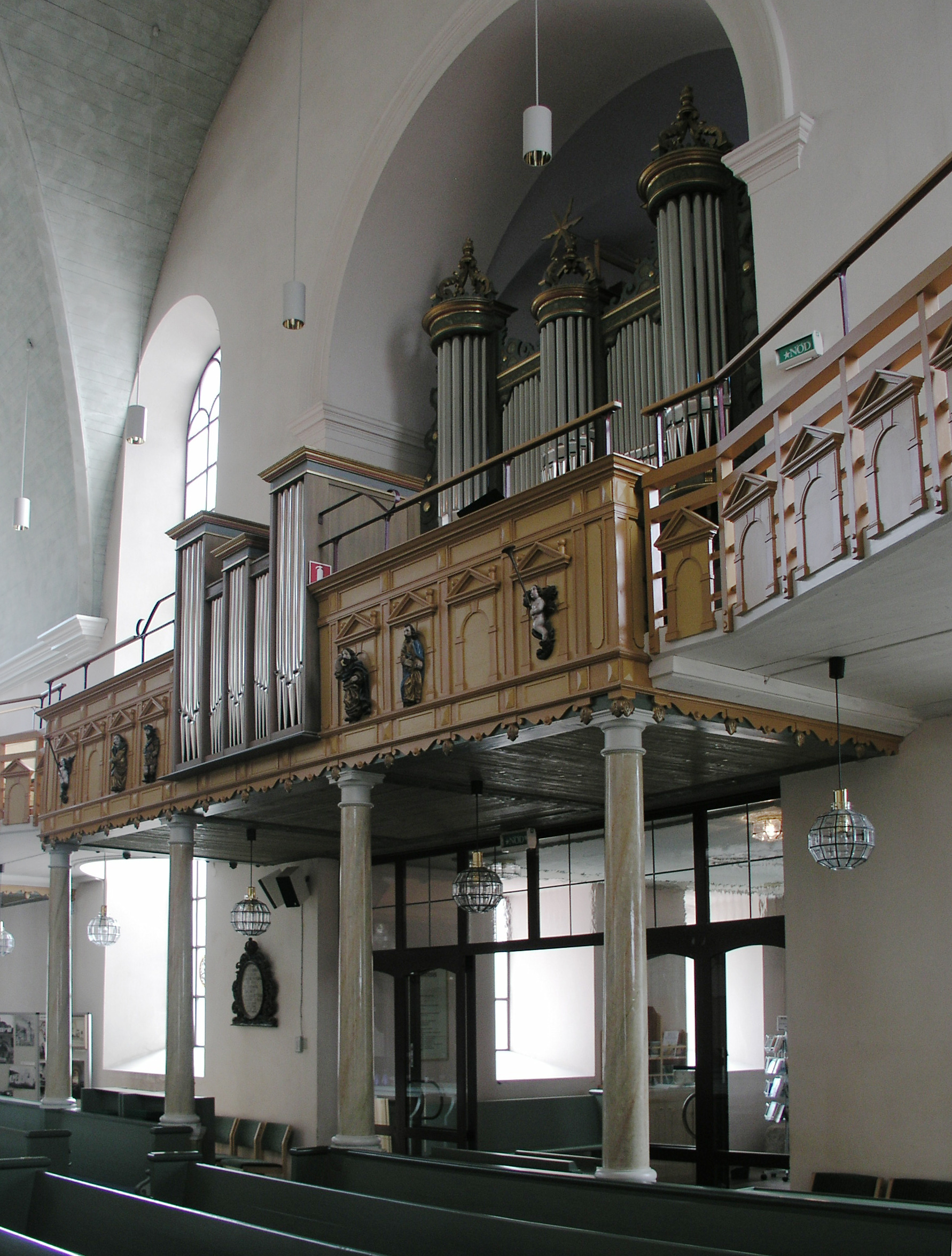
Orgeln

### Orgel
- 1616 byggdes en orgel som placerades i koret.[6] 1639 repareras orgeln av Per Jönsson, Skänninge.[7]
- Den 1 april 1666 skrevs kontrakt med Göran Beijer, Skövde, om ett nytt orgelverk till kyrkan.[8]
- 1687 byggde Georg Hum en orgel med 8 stämmor.[9] Den flyttades 1694 från koret till västläktaren.[6]

| Manual         |
| Gedackt 8'     |
| Principal 4'   |
| Flöjt 4'       |
| Kvinta 3'      |
| Oktava 2'      |
| Tertian 1 1/2' |
| Superoktava 1' |
| Trumpet 4'     |

- 1771 bygger Lars Strömblad en orgel med 12 stämmor.[6]

| Manual               |
| Gedackt 8'           |
| Kvintadena 8'        |
| Principal 4'         |
| Flöjt traversiere 4' |
| Fld 4'               |
| Gemshorn 4'          |
| Kvinta 3'            |
| Oktava 2'            |
| Tert 1 3/4'          |
| Superkvinta 1 1/2'   |
| Mixtur IIII          |
| Trumpet 8'           |

- 1861 byggde Erik Nordström en orgel med 16 stämmor. Den förstördes i eldsvådan 1889.[9]
- 1895 byggde Åkerman och Lund, Stockholm, en orgel med 27 stämmor.[9]
- Den nuvarande orgeln byggdes 1970 av Olof Hammarberg, Göteborg. Den har mekanisk traktur och elektrisk registratur. Fasaden är från 1895 års orgel. Ryggpositivets fasad tillkom 1970.[9] Av orgelns 34 stämmor är 17 bevarade från 1895 års orgel.[källa behövs]

| Ryggpositiv I | Huvudverk II        | Svällverk III         | Pedal                  | Koppel | Övrigt             |
| Trägedackt 8’ | Principal 8’ (1895) | Gedakt 8' (1895)      | Subbas 16’ (1895)      | I/P    | Fria kombinationer |
| Spetsflöjt 4’ | Rörflöjt 8’ (1895)  | Salicional 8' (1895)  | Principalbas 8’ (1895) | II/P   | Cymbelstjärna      |
| Principal 2’  | Oktava 4’ (1895)    | Vox Celeste 8' (1895) | Gedaktbas 8' (1895)    | III/P  |                    |
| Nasat 1 1⁄3’  | Koppelflöjt 4’      | Principal 4' (1895)   | Koralbas 4' (1895)     | I/II   |                    |
| Cymbel III    | Oktava 2' (1895)    | Tvärflöjt 4' (1895)   | Nachthorn 2'           | III/II |                    |
| Musette 8’    | Cornett III (1895)  | Kvinta 2 2⁄3' (1895)  | Mixtur IV              |        |                    |
|               | Mixtur V            | Waldflöjt 2' (1895)   | Basun 16' (1895)       |        |                    |
|               | Fagott 16'          | Ters 1 3⁄5'           | Trumpet 4'             |        |                    |
|               | Trumpet 8'          | Oktava 1'             |                        |        |                    |
|               |                     | Scharf III            |                        |        |                    |
|               |                     | Zinka 8'              |                        |        |                    |
|               |                     | Tremulant             |                        |        |                    |
|               |                     | Crescendosvällare     |                        |        |                    |